# 자바이칼주

자바이칼주의 문장

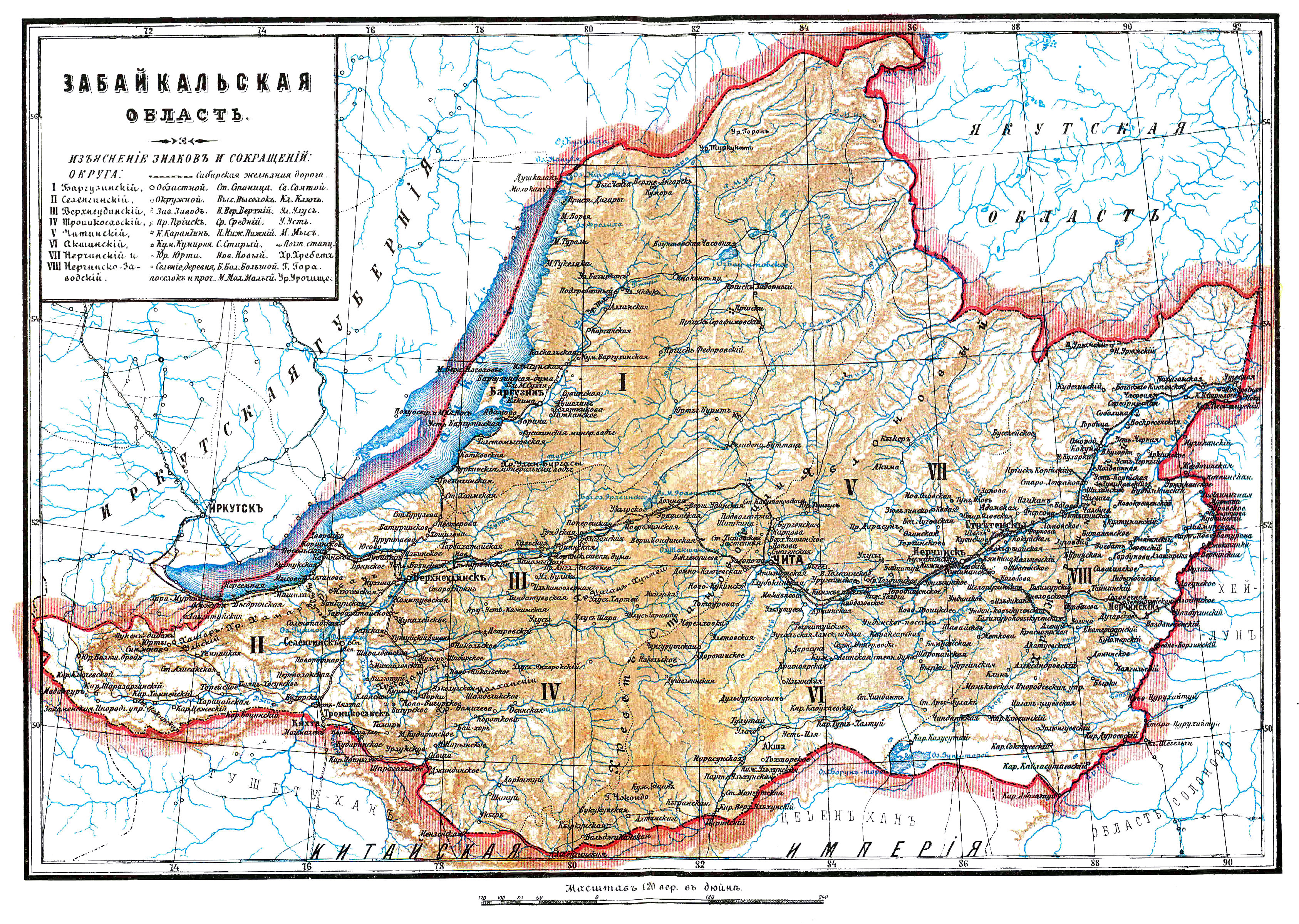
자바이칼주의 지도

자바이칼주(러시아어: Забайкальская область)는 1851년부터 1922년까지 바이칼호 동쪽에 존재했던 러시아 제국의 주로 주도는 치타이며 면적은 613,000km2, 인구는 672,037명(1897년 당시 기준)이다. 현재의 러시아 부랴트 공화국, 자바이칼 지방에 걸쳐 있었다.